# Central Nuclear Trojan

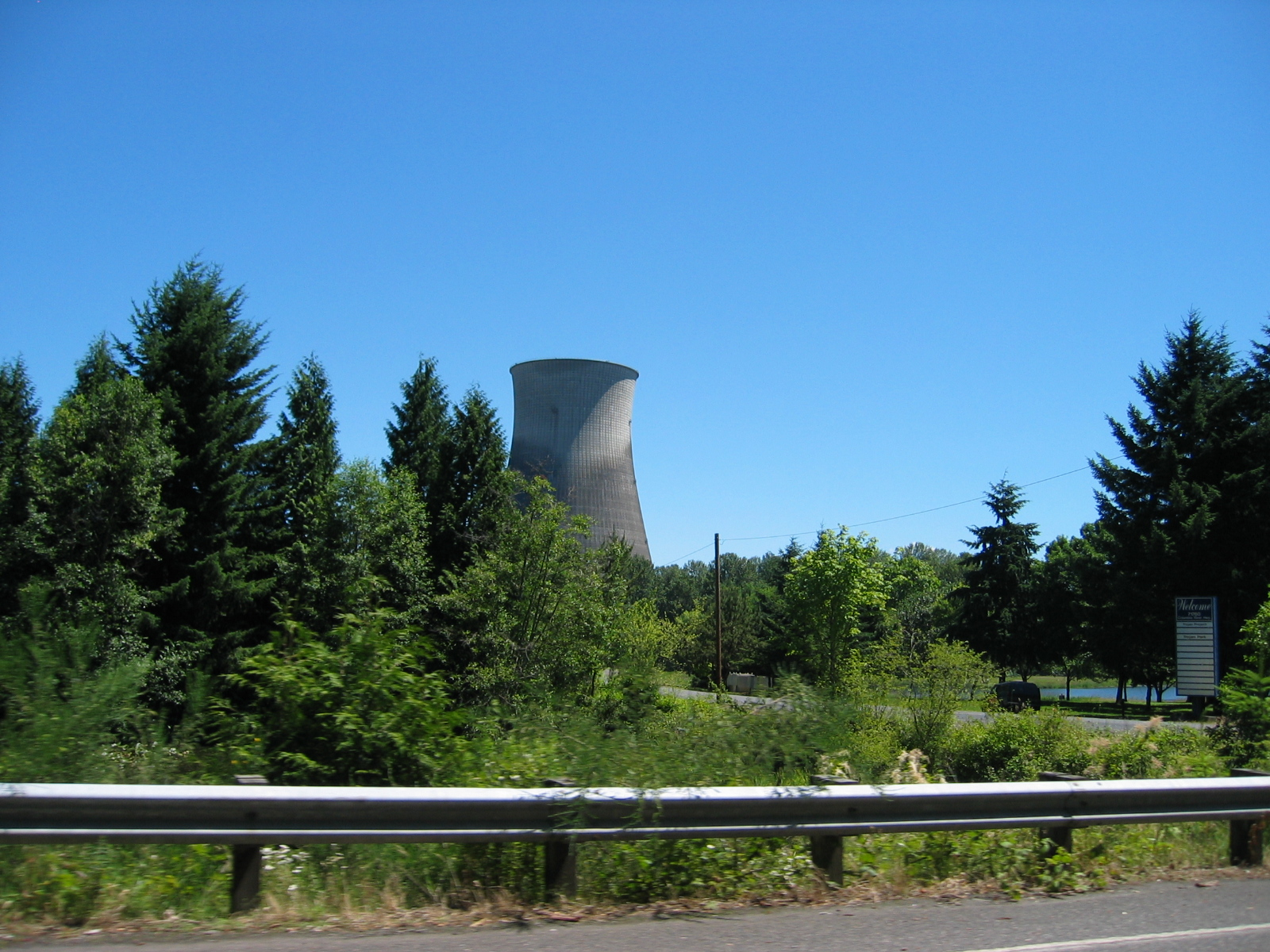
Torre de refrigeración de la Central Nuclear Trojan en Oregón.

La Central Nuclear Trojan (Trojan Nuclear Power Plant) fue una central nuclear localizada en el Condado de Columbia, Oregón, EE. UU. Esta central utilizaba un reactor de agua a presión y entregaba 1.130 MW de potencia. Fue desactivada en 1993, después de sólo 16 años de servicio. La central era operada por la empresa Portland General Electric, que actualmente está a cargo de su desmantelamiento. Es la única central nuclear construida en Oregón.

## Historia
- 1975 la conexión a la red se produjo el 23 de diciembre. El funcionamiento comercial empezó el 20 de mayo de 1976, con un permiso para 35 años que vencía el 2011. La única unidad de 1.130 MW de Trojan fue en su momento la mayor unidad PWR construida.

En 1978, la planta fue cerrada durante nueve meses mientras se realizaban modificaciones para mejorar su resistencia a los terremotos, por haberse descubierto tanto los principales errores cometidos en su construcción como la gran proximidad a una falla geológica que no se había conocido anteriormente. Los operadores denunciaron a los constructores, y se llegó a un acuerdo posterior fuera de los tribunales.
Los generadores de vapor de Trojan se diseñaron para que durasen tanto como la vida prevista de la planta, pero solo transcurrieron cuatro años cuando se descubrió el primer problema, la rotura prematura de las conducciones de vapor. En 1992 la ruptura de un tubo de vapor terminó con el cierre de la planta, y se anunció que deberían sustituirse los generadores de vapor para que pudiera entrar de nuevo en funcionamiento. 
La oposición ecologista atacó a Trojan durante toda su vida, incluyendo violentos enfrentamientos tanto dentro como fuera de la valla de defensa del perímetro. En unas elecciones del estado de Oregón en 1980, los votantes aprobaron una propuesta de prohibir la construcción de nuevas plantas nucleares en el estado. Posteriormente, en 1986, una propuesta de Lloyd Marbet para el cierre inmediato de la planta de Trojan no prosperó. Esta propuesta fue replanteada en 1990, y otra vez en 1992 en la que se incluyó otra propuesta de Jerry y Marilyn Wilson para cerrar la planta. A pesar de que todas estas propuestas de cierre resultaron derrotadas, al hacer campaña contra ellas los operadores de la planta se comprometían a anticipar la fecha de cierre de la planta. En 1992, la fecha de cierre comprometida era la de 1996.
Seis días después de la consulta de 1992, los operadores anunciaron que la planta no volvería a funcionar. A continuación intentaron recuperar algunos de los costes del cierre prematuro mediante la subida de los precios de la electricidad, en lo que no tuvieron éxito, y mediante acciones contra los proveedores de los generadores de vapor. La decisión para cerrar Trojan se tomó en momentos en los que existía un exceso de oferta eléctrica en el oeste de los Estados Unidos. Aunque la situación pasó en corto plazo a la contraria, provocando la crisis de la electricidad de California, ello no fue previsto en aquel momento.
El viernes 25 de mayo de 2006 la planta Nuclear Trojan fue demolida, a través de una implosión.